# Egri László (szakíró)
Egri László (Kolozsvár, 1945. október 10. – Kolozsvár, 1996. október 9.) magyar turisztikai szakíró, Egri Lajos fia.

## Életútja
1963-ban érettségizett szülővárosában, ugyanitt végzett 1966-ban a pedagógiai főiskola matematika karán, majd a Babeș–Bolyai Tudományegyetem matematika-mechanika karán folytatta tanulmányait. Alsófügeden, Tordatúron, 1976-tól a magyarfenesi általános iskolákban tanított matematikát, majd a tordaszentlászlói Művelődési Ház igazgatója lett. 1970-től publikált természetismereti (barlangkutatás) és néprajzi tárgyú írásokat a Korunk, A Hét, Új Élet, Művelődés, Ifjúmunkás, Igazság és Előre hasábjain. Munkája: Barlangászok könyve (KKK 1979).
A későbbiekben kutatásai a honismeret és a turizmus mentén folytatódtak. 1990. február 14-én Kolozsváron megalakult a Kárpát Természetbarát Egyesület, melynek vezetőségi tagjai sorába választották.